# Бьянки, Тьерри
Тьерри Жан Жозеф Бьянки (фр. Thierry Jean Joseph Bianquis, 3 августа 1935, Бруммана, Великий Ливан — 2 сентября 2014, Лион, Франция) — французский исламовед, археолог и историк, востоковед-арабист. Один из главных редакторов и авторов «Энциклопедии ислама» и один из авторов «Кембриджской истории Египта». Специалист по исламскому Ближнему Востоку, особенно по Египту эпохи Фатимидского халифата.

## Биография
Тьерри Бьянки родился в Бруммане, французский Великий Ливан. При рождении врачи поставили ему тяжёлый диагноз и считали, что он может умереть в детстве, так и не дожив до взрослых лет. Ранние годы Бьянки провёл в Ливане, переехав во Францию лишь через 10 лет после окончания Второй мировой войны. Между 1953 и 1960 годами он изучал историю Ближнего Востока в Лионском университете, там же активно изучал литературный арабский язык. В 1960 году Тьерри переехал в Алжир, где два года работал в военном училище Колеа. В 1962 году он был принят на работу в качестве учителя истории в средней школе в Тулузе и Бове. После этого Тьерри вернулся на Ближний Восток. В 1967—1968 годах он изучал арабскую историю в Креа-де-Бикфайя, Ливан, после чего поступил во Французский институт Ближнего Востока (ФИБВ) в Дамаске, Сирия, где обучался вплоть до 1971 года. По окончании обучения Тьерри был принят в качестве научного сотрудника Института восточной археологии в Каире.
В 1975 году Тьерри вернулся в Дамаск, где вплоть до 1981 года возглавлял ФИБВ. Там он принял на работу ряд авторитетных лингвистов и историков, воспитанники которых вскоре стали известны как мастера своего дела. В годы работы Тьерри читал, редактировал и переводил работы многих арабских авторов, ранее недоступные историкам, в частности труды Ибн Асакира. По мнению самого учёного, любой учёный должен был начинать с перевода работ таких авторов, чтобы «попытаться постичь многовековую мудрость». В качестве задания на защиту магистерской диссертации Тьерри предлагал своим ученикам самим перевести такую работу, прежде чем посвятить себя получению более высокой степени. Тогда же он участвовал во многих археологических раскопках, в частности с 1976 по 1981 год он был одним из руководителей раскопок эр-Рахбы на Евфрате (о которой в дальнейшем написал статью для «Энциклопедии ислама»), а также руководил защитой ряда диссертаций по материальной культуре ислама.
Вернувшись в Лион в 1981 году, Тьерри в 1984 году защитил государственную диссертацию, которую готовил под руководством Клода Каэна, и последовательно занимал должности доцента, а затем, с 1991 года, профессора истории и исламской цивилизации в университете Люмьер Лион 2. Там он преподавал не только историю средневекового Востока, но и историю современного арабского мира, а также продолжал работу над археологией исторических знаний, к которым получил доступ благодаря усердному использованию арабских рукописей. Сравнивая работы ряда авторов (в частности аль-Мусаббихи и аль-Макризи) он смог восстановить хронологию правления Фатимидов, что позже использовали многие авторы, изучавшие эту династию после него. Фрагмент «Истории» аль-Мусаббихи Бьянки отредактировал в 1978 году в сотрудничестве с Айманом Фуадом Сайидом. Уже через несколько лет Тьерри систематизировал противостояние средневековых исторических дискурсов со стороны разных летописцев и историков. Этот метод требовал отличного знания арабского языка, неизменной строгости, смирения и огромной интеллектуальной рассудительности — качеств, которые он требовал от учеников-исследователей, призванных работать под его руководством. Основной его областью исследований были мусульманская Сирия и Египет X—XII веков. Позже его интересы охватили весь Восток.
В ночь на 23 на 24 мая 1997 года нидерландский редактор «Энциклопедии ислама» Э. ван Донзел в беседе с П. Бирман, К. Э. Босуортом и В. Хайнрихсом предложил включить в состав редакционной комиссии второго издания энциклопедии учёного французского происхождения, который мог бы привнести в проект новый взгляд. Изначально выбор пал на историка из Университета Прованса Жан-Клода Гарсина, однако он отказался и рекомендовал на своё место двух других учёных — Т. Бьянки и Жана Калмара. Как работник Лионского университета, Бьянки был более удачной кандидатурой по мнению редакторов. Второй же был сотрудником Национального центра научных исследований в Париже. После долгих раздумий учёные всё же остановились на кандидатуре Бьянки.
Центральным вопросом, который занимал Тьерри, был вопрос о власти. Он рассматривал его во всех его измерениях: интеллектуальном, политическом, социальном, экономическом, но при этом старался не отдавать предпочтение изучению структур перед изучением индивидов, потому что в его глазах общества, которые он понимал, никоим образом не были окаменелыми и не состояли из социальных групп. изолированы друг от друга. Однако его до конца исследовать он так и не успел, поскольку скончался в 2014 году, когда любимая им Сирия оказалась погружена в войну и хаос, из-за чего обострились его давние проблемы с сердцем и другими внутренними органами.
Бьянки был одним из крупнейших исмаилитоведов в истории. В ряде своих работ, сфокусировавшись на изучении Фатимидского периода истории Египта и пользуясь наработками основоположников науки, таких как В. Иванов, В. Маделунг и Ш. М. Штерн, Тьерри вместе с такими авторами как Хайнц Халм, Яаков Лев и Майкл Бретт стал одним из тех экспертов, что получили наибольшее мировое признание в своей области и оказали колоссальное влияние на развитие исламоведения в конце XX — начале XXI века, сумев возвести данную его ветвь на совершенно иной уровень. В частности — автор двухтомного исследования «Damas et la Syrie sous la domination fatimide (359—468/969-1076)» (с фр. — «Дамаск и Сирия под властью Фатимидов») и статей в «Энциклопедии ислама», посвящённых фатимидским визирям.

## Работы

### Монографии/главы
- Bianquis Thierry; Henein Nessim H. La magie par les psaumes: édition et traduction d’un manuscrit arabe chrétien d’Egypte. — Le Caire: Institut français d'archéologie orientale du Caire, 1975. — XII, 135, 95 p. — (Bibliothèque d'études coptes, t. 12).
- Egypt from the Arab conquest until the end of the Fatimid state (1171) // Africa from the Seventh to the Eleventh Century / ed. by M. Elfasi, Ivan Hrbek[чеш.]; International Scientific Committee for the Drafting of a General History of Africa. — New York: UNESCO, 1988. — P. 163—194. — 869 p. — (General History of Africa[англ.], vol. 3). — ISBN 92-310-1709-8. — ISBN 978-9-231-01709-4.
- Damas et la Syrie sous la domination fatimide (359—468/969—1076) : essai d’interpretation de chroniques arabes médiévales. — Damas: Presses de l’Ifpo, 1986. — Vol. I. — XXII, 387 p. — (Publication de l'IFEAD, Institut Français, vol. 120). — ISBN 978-2-351-59422-3. — doi:10.4000/books.ifpo.6437.
- Damas et la Syrie sous la domination fatimide (359—468/969—1076) : essai d’interpretation de chroniques arabes médiévales. — Damas: Presses de l’Ifpo, 1989. — Vol. II. — P. 392—804. — (Publication de l'IFEAD, Institut Français, vol. 121). — ISBN 978-2-351-59526-8. — doi:10.4000/books.ifpo.6458.
- The family in Arab Islam // A history of the family. — Cambridge, MA: Belknap Press of Harvard University Press, 1996. — P. 601—647. — 704 p. — ISBN 978-0-674-39675-3.
- Autonomous Egypt from Ibn Tūlūn to Kāfür 868—969 // The Cambridge History of Egypt / ed. by Carl F. Petry. — Cambridge: Cambridge University Press, 1998. — Vol. 1 : Islamic Egypt, 640–1517. — P. 86—120. — 666 p. — ISBN 0-521-47137-0. — ISBN 978-0-521-47137-4.
- Bianquis Thierry; Guichard Pierre; Menjot Denis. Pays d’Islam et monde latin xe-xiiie siècle. Textes et documents. — Lyon: Presses universitaires de Lyon[фр.], 2000. — 298 p. — (Collection d’histoire et d’archéologie médiévales). — ISBN 978-2-729-71066-8. — ISBN 978-2-729-70660-9. — doi:10.4000/books.pul.20886.
- La famille arabe médiévale. — Bruxelles: Éditions Complexe[фр.], 2005. — 87 p. — (Historiques, vol. 135). — ISBN 28-048-0034-2. — ISBN 978-2-804-80034-5.
- La confrontation est-ouest en Mediterranee aux VII/XII et VIII/XIII siecles // Classical Arabic Humanities in Their Own Terms : Festschrift for Wolfhart Heinrichs on His 65th Birthday / ed. by Beatrice Gründler[англ.]; Michael Cooperson[англ.]. — Leiden: BRILL, 2008. — P. 148—164. — XXXVI, 611 p. — ISBN 978-90-04-16573-1.

### Редакция
- Les débuts du monde musulman (VIIe-Xe siècle) : de Muhammad aux dynasties autonomes / Thierry Bianquis; Pierre Guichard[фр.]; Mathieu Tillier; Hélène Bellosta[фр.]. — Paris: Presses universitaires de France, 2012. — LVI, 647 p. — (Nouvelle Clio, L’Histoire et ses problèmes). — ISBN 978-2-130-55762-3. — ISBN 21-305-5762-7.
- Encyclopaedia of Islam. 2nd ed :  [англ.] : in 12 vol. / ed. by P. J. Bearman, Th. Bianquis, C. E. Bosworth, E. van Donzel, W. P. Heinrichs et al. — Leiden : E.J. Brill, 1960—2005. (платн.)